# Revista de Sanidad Militar Española y Extranjera
La Revista de Sanidad Militar Española y Extranjera fue una publicación editada en la ciudad española de Madrid entre 1864 y, al menos, 1866. Estaba dirigida por José María Santucho y Marengo.

## Descripción
Dirigida por José María Santucho y Marengo, tenía redacción en la calle de la Cruz y contaba entre sus redactores a Manuel Hernando, Juan Marqués, Francisco Anguiz, Rufino Pascual y Torrejón y Cesáreo Fernández de Losada. Se empezó a publicar en Madrid el 15 de enero de 1864, impresa por Alejandro Gómez Fuentenebro, y salía a venta los días quince y último de cada mes, en cuadernos de veinticuatro páginas en cuarto. Los números de cada año se juntaban en un tomo con portada e índice correspondientes. La suscripción de tres meses en Madrid y provincias se vendía por doce reales, mientras que en ultramar y en el extranjero se podía adquirir una anual por ciento veinte. Vendría a ser remplazada por la Revista de Sanidad Militar y General de Ciencias Médicas.